# Етуа (Во)
Етуа (фр. Étoy) — громада  в Швейцарії в кантоні Во, округ Морж.

## Географія
Громада розташована на відстані близько 95 км на південний захід від Берна, 18 км на захід від Лозанни.
Етуа має площу 4,9 км², з яких на 26,2% дозволяється будівництво (житлове та будівництво доріг), 66,9% використовуються в сільськогосподарських цілях, 6,7% зайнято лісами, 0,2% не є продуктивними (річки, льодовики або гори).

## Демографія
2019 року в громаді мешкало 2932 особи (+3,6% порівняно з 2010 роком), іноземців було 32%. Густота населення становила 596 осіб/км².
За віковим діапазоном населення розподілялося таким чином: 22,1% — особи молодші 20 років, 63,9% — особи у віці 20—64 років, 14% — особи у віці 65 років та старші. Було 1085 помешкань (у середньому 2,6 особи в помешканні).
Із загальної кількості 2828 працюючих 117 було зайнятих в первинному секторі, 407 — в обробній промисловості, 2304 — в галузі послуг.